# Sickte
Sickte é um município da Alemanha localizado no distrito de Wolfenbüttel, estado da Baixa Saxônia.
É membro e sede do Samtgemeinde de Sickte.